# Lista dos deputados estaduais da 3.ª legislatura de Santa Catarina (1898–1900)
Lista dos deputados estaduais de Santa Catarina - 3ª legislatura (1898 — 1900).
| Nº | Deputado                        |
| -- | ------------------------------- |
| 1  | Antônio Pinto da Costa Carneiro |
| 2  | Firmino Lopes Rego              |
| 3  | José Artur Boiteux              |
| 4  | Francisco Margarida             |
| 5  | Abílio Justiniano de Oliveira   |
| 6  | Pedro Cristiano Feddersen       |
| 7  | Ovídio José da Rosa             |
| 8  | Inácio Lázaro Bastos            |
| 9  | Augusto Schiefler Thies         |
| 10 | Pedro José de Sousa Lobo        |
| 11 | Joaquim José Silveira Júnior    |
| 12 | Luís Cavalcanti de Campos Melo  |
| 13 | João Cabral de Melo             |
| 14 | Luís Abry                       |
| 15 | Gustavo Adolfo Richlin          |
| 16 | Rafael Faraco                   |
| 17 | Apolinário João Pereira         |
| 18 | Marcolino Ramos                 |
| 19 | Caetano Vieira da Costa         |
| 20 | Sebastião da Silva Furtado      |
| 21 | Henrique Rupp                   |
| 22 | Afonso Cavalcanti do Livramento |